# Ситаровці
Ситаровці (словен. Sitarovci) — поселення в общині Лютомер, Помурський регіон, Словенія. Висота над рівнем моря: 193,8 м.